# Дун Минчжу
Дун Минчжу — менеджер, получившая широкую известность не только в Китае, но и во всём мире. Уволившись из НИИ химии, бывший техник Дун Минчжу устроилась региональным менеджером в компанию Gree Electric Appliances, где в 1990 году начала карьеру с позиции менеджера по продажам. Спустя несколько лет она уже стала «Императрицей продаж», создав уникальную «Модель продаж GREE — реализация кондиционеров через собственные каналы продаж». В 2001 году Дун заняла пост заместителя Председателя Совета директоров и стала Генеральным директором компании Gree Electric Appliances Inc. of Zhuhai.
О своей работе в Gree она написала две книги по менеджменту: Check Around the World (в русском переводе «Жизнь как игра в шахматы», Москва, 2011) и Check Without Regret. Центральный телеканал CCTV обратил историю её жизни в 20-серийный сериал, названный Regretless Pursuit («Гонка без сожалений»), вышедший в 2003 году. В том же году Дун Минчжу стала депутатом Всекитайского собрания народных представителей — высшего органа государственной власти страны. Она также является президентом Женской ассоциации предпринимателей провинции Гуандун и Председателем Женской ассоциации предпринимателей в городе Чжухай

## Награды и титулы
- Дун Минчжу неоднократно награждалась национальными почетными дипломами: «Отличный работник», «Отличный директор», «Самая талантливая женщина-руководитель».
- В 1999 — награждена медалью Труда КНР «1 мая».
- В 2003 году она вошла в десятку «Самых влиятельных женщин Китая».
- В 2004 — включена в список «Десять наиболее уважаемых инновационных предпринимателей MBA».
- В 2004, 2005 и 2008 гг. Дун Минчжу входит в список «50 самых влиятельных женщин в бизнесе» по версии «Fortune».
- В 2006 году китайский национальный телеканал CCTV признал её «Персоной Года в экономике Китая».
- В 2007 году журнал «Forbes» включает её в рейтинг «100 самых влиятельных женщин мира»[1].
- В 2008 — Дун Минчжу вошла в рейтинг «25 бизнес-лидеров Китая» («Fortune»).
- В 2010 — газета «Financial Times» отвела ей пятое место в списке наиболее успешных женщин-руководителей мира «2010 Women at the Top ranking».
- В 2011 — включена в список самых креативных людей бизнеса «100 Most Creative People In Business».